# Georgiana Lobonț

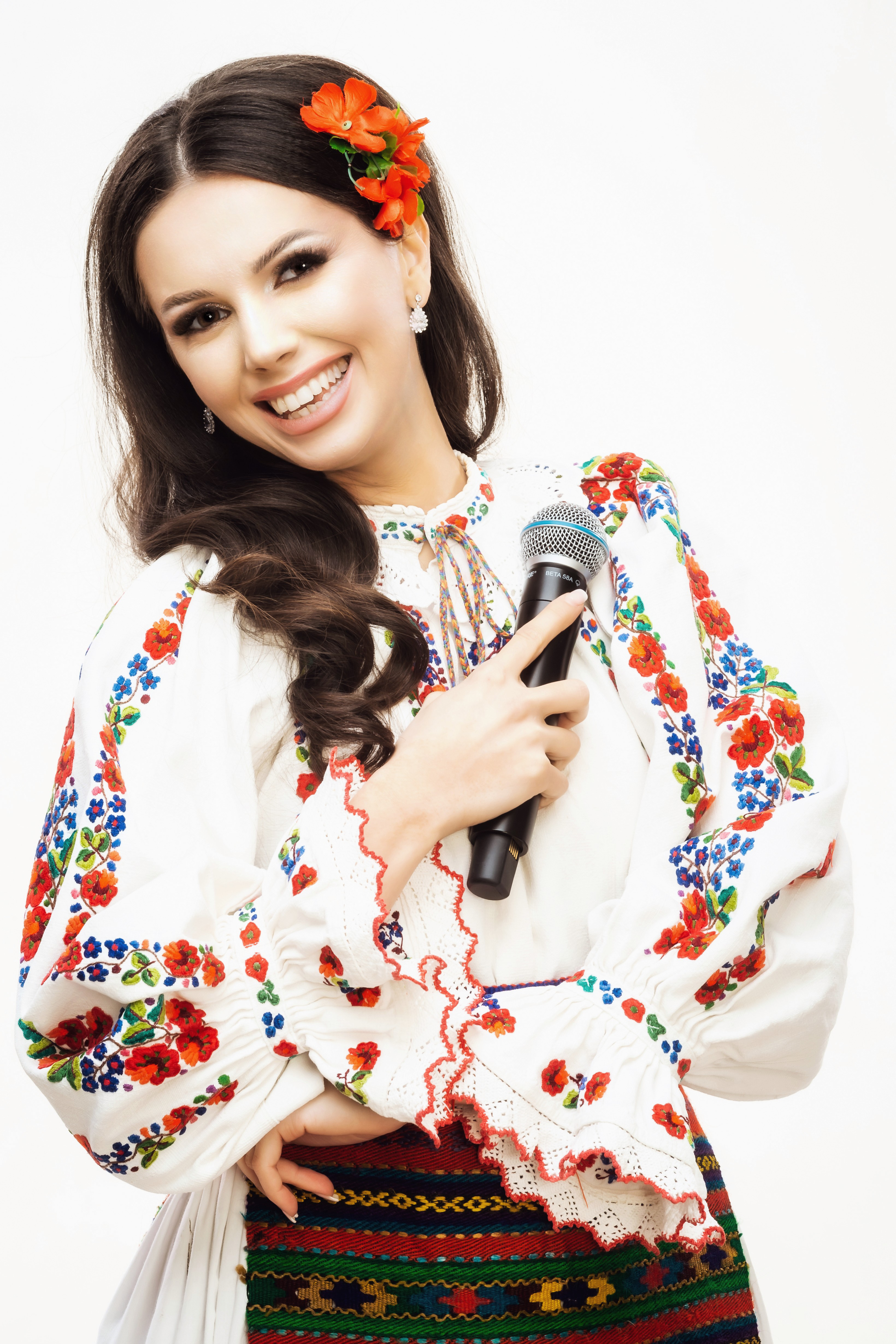
Georgiana Lobonț, 2020

Georgiana Lobonț (* 9. April 1994 in Gherla, Kreis Cluj) ist eine rumänische Sängerin.

## Leben und Karriere
Lobonț begann bereits im Alter von 4 Jahren zu singen und trat erstmals bei dem Kinderwettbewerb "Tip Top Mini Top" auf. Sie absolvierte die Volkskunstschule "Tudor Jarda" in Cluj-Napoca im Fach Volksgesang. 2016 schloss sie zudem ein Jurastudium an der Universität Cluj ab. Ihr offizielles Debüt hatte Lobonț 2005 in der Fernsehsendung "Tezaur Folcloric". 2010 veröffentlichte sie ihr erstes Volksmusikalbum mit dem Titel Mi-o spus frunza fagului. Ihren großen Durchbruch erzielte sie 2017 mit dem Album Vin nuntașii după mine, das die erfolgreichen Lieder Bârgăuanul und Jupâneasa enthielt. Seit 2016 ist Georgiana Lobonț mit Rareș Ciciovan verheiratet, der auch als ihr Manager fungiert. Das Paar hat zwei Kinder. Ciciovan gab seine Karriere als Zahnarzt auf, um sich ganz dem Management seiner Frau zu widmen.

## Diskografie

### Alben
- 2022: Pricesne
- 2022: Colinde si Cantece de Craciun
- 2021: De Cand Mama M-a Facut
- 2021: 4 nopti si 4 zile e chef mare
- 2020: Tot Merea Petrea Prin Rai

### Singles
- 2024: Tanar De-as Mai Fi (mit Florin Peste)
- 2024: Toată România (Party FTZ)" (mit Costi, Bogdan DLP, Baboiash, Maria Dragomiroiu, Paul Stanga & Vali Vijelie)
- 2023: Am realizat in toti anii (mit Jador und Culita Sterp)
- 2023: Intre Doua Nu Te Ploua (mit Andreea Bănică)
- 2023: Soari (mit Jorge)
- 2023: Banii Din Intreaga Lume (mit Lavinia Maris)
- 2022: Numele Tau
- 2021: Ciocolata (mit Baboiash und Culita Sterp)